# Mont Waialeale
Mont Waialeale (Mount Waiʻaleʻale) que significa literalment vessament d'aigües és una muntanya de l'illa hawaiana de Kauai de 1.569 m d'altitud que té uns dels rècords màxims, amb 17.300 litres de mitjana anual, de pluviometria mundial.

## Causes
Diversos factors proporcionen a Waiʻaleʻale tanta pluja:
1. Posició al nord de l'arxipèlag que proporciona més exposició als sistemes frontals de pluja hivernal.
2. Forma relativament rodona que exposa, de la mateixa manera, tots els vessants als vents humits i la pluja que comporten.
3. El cim està sota la cap d'inversió dels vents alisis.
4. I la més important, els penya-segats fan que l'aire pugi ràpidament i deixi anar una gran part de la seva aigua en una zona.

La gran pluviometria produeix la reserva d'Alakai que és un gran zona boscosa tropical amb moltes plantes rares. El sòl és tan humit que circular-hi a peu és difícil.